# Matilde di Brabante
Matilde di Brabante, in olandese Machteld van Brabant (1200 circa – 22 dicembre 1267), fu, prima, come moglie del conte palatino del Reno, Enrico VI, contessa consorte palatina del Reno, dal 1212 al 1214, poi, come moglie del quindicesimo (secondo gli Annales Egmundani, fu il tredicesimo) conte d'Olanda, Fiorenzo IV, fu contessa consorte d'Olanda, dal 1224 al 1234 ed infine reggente (assieme ai figli, Fiorenzo de Voogt, sino al 1258 e poi Adelaide d'Olanda) della Contea d'Olanda, per conto del nipote, Fiorenzo V, dal 1256 al 1263.

## Origine
Secondo la Genealogia Ducum Brabantiæ Heredum Franciæ era la figlia femmina quartogenita del duca della Bassa Lorena, conte di Lovanio e primo duca di Brabante, Enrico I e di Matilde di Lorena, che era figlia del conte di Boulogne, Matteo di Lorena, come conferma la Flandria Generosa (Continuatio Bruxellensis), che precisa che era la figlia femmina secondogenita ed era figlia della contessa di Boulogne, Maria, che secondo il cronista e monaco benedettino inglese, Matteo di Parigi, nel suo Matthæi Parisiensis, Monachi Sancti Albani, Chronica Majora, Vol. II era la figlia del re d'Inghilterra, Stefano di Blois e di Matilde di Boulogne.
Secondo la  Genealogia Ducum Brabantiæ Heredum Franciæ, Enrico I di Brabante era figlio del Langravio e poi duca del Brabante, conte di Lovanio e Bruxelles, Margravio di Anversa e Duca della Bassa Lorena (Lotaringia), Goffredo II e della moglie Margherita di Limburgo, che ancora secondo la  Genealogia Ducum Brabantiæ Heredum Franciæ, era figlia di Enrico II, conte d'Arlon e Duca di Limburgo, come ci viene confermato anche dagli Annales Parchenses e dai Trophées tant sacrés que profanes du duché de Brabant e della moglie, Matilde di Saffenberg, erede di Rodi.

## Biografia
Quando era ancor giovane, suo padre, Enrico I, nel 1212, come ci conferma la Oude Kronik van Brabant (non consultata) la diede in sposa a Enrico VI, conte palatino del Reno, che, secondo il Chronicon Sancti Michaelis Luneburgensis, era figlio del conte palatino del Reno, Enrico I di Brunswick e della prima moglie, Agnese Hohenstaufen, figlia di Corrado Hohenstaufen, fratellastro del re di Germania e imperatore del Sacro Romano Impero, Federico Barbarossa; sempre secondo il Chronicon Sancti Michaelis Luneburgensis, suo marito, Enrico V, morì avvelenato, nel 1214.
Rimasta vedova, prima che l'anno 1214 terminasse, suo padre Enrico I la fidanzò con Fiorenzo, di circa quattro anni, il figlio del suo alleato, il conte d'Olanda, Guglielmo I, che qualche anno dopo divenne suo cognato, sposando, in seconde nozze, sua sorella, Maria di Brabante, come conferma il capitolo n° 65b della Chronologia Johannes de Beke.
Secondo la Chronique des Ducs de Brabant di Adrian van Baerland, il suo fidanzato, Fiorenzo, dopo essere succeduto al padre, Guglielmo I (come conferma il capitolo n° 66a della Chronologia Johannes de Beke,), entrò in guerra contro il ducato di Brabante, ma fu sconfitto e venne fatto prigioniero e divenne il genero del duca di Brabante, Enrico I.
Nel 1224 Matilde sposò il conte d'Olanda, Fiorenzo IV, (1210-1234), che, secondo il capitolo n° 61 della Chronologia Johannes de Beke, era il figlio maschio primogenito del quattordicesimo (secondo gli Annales Egmundani, fu il dodicesimo) conte d'Olanda, Guglielmo I e della sua prima moglie, Adelaide di Gheldria (1186 circa - 1218), che secondo le Gesta Episcopum Traiectensium era figlia del conte di Gheldria, Ottone I, che era stato compagno d'arme di Guglielmo I in Terra santa e di Riccarda di Baviera (1173-1231), che, come risulta dalla Genealogia Ottonis II Ducis Bavariæ et Agnetis Ducissæ era la moglie di Ottone I di Gheldria (Otto comes de Gelre) ed era la quarta figlia femmina del duca di Baviera, Ottone I.
Matilde viene citata nel documento n° 523, datato 1231, dell'Oorkondenboek Holland, inerente alla conferma fatta da suo marito Fiorenzo dei diritti dell'Abbazia di Rijnsburg, su alcuni terreni, in cui compaiono come testimoni Matilde e la sorella di Fiorenzo, Riccarda.
Nel 1233, suo cognato , Ottone d'Olanda, secondo il Kronijk van Arent toe Bocop, divenne il trentaseiesimo vescovo di Utrecht, come ci testimonia anche il capitolo n° 69a della Chronologia Johannes de Beke, che continua affermando che Fiorenzo IV, assieme al padre di Matilde, il duca di Brabante, Enrico I, ed al conte di Kleve, Teodorico V, ripopolò la Stedingia, dopo la vittoria riportata sugli eretici Stedingi.
Il 19 luglio 1234, suo marito, Fiorenzo fu ucciso durante un torneo a Corbie in Francia. Secondo il capitolo n° 69b della Chronologia Johannes de Beke, Fiorenzo, durante il torneo, per le galanterie rivolte a Matilde di Dammartin, la moglie del conte di Clermont-en-Beauvaisis, Filippo Hurepel di Clermont (figlio del re di Francia Filippo II Augusto e della sua terza sposa Agnese di Merania e fratellastro di Luigi, futuro Luigi VIII di Francia), ne aveva suscitato un'ira feroce e prontamente gli aveva scatenato contro i suoi armigeri francesi e, mentre Fiorenzo cercava di resistere agli attacchi, il conte di Clermont lo colpì con violenza uccidendolo. Pare che vi fu la reazione degli armigeri germanici e il conte di Kleve, Teodorico V, uccise Filippo, conte di Clermont, vendicando Fiorenzo. Il corpo di Fiorenzo fu trasportato in Olanda e sepolto nell'abbazia di Rijnsburg.
A Fiorenzo, Secondo il capitolo n° 70a della Chronologia Johannes de Beke, succedette il figlio primogenito, Guglielmo, come Guglielmo II, conte d'Olanda, sotto la tutela dello zio Ottone, vescovo di Utrecht, mentre la reggenza veniva esercitata dall'altro zio, Guglielmo d'Olanda, come ci viene anche confermato dal documento n° 566 dell'Oorkondenboek Holland, datato 1235, in cui Guglielmo viene definito tutore dell'Olanda(Wilhelmus tutor Hollandiæ).
Dopo la morte di Guglielmo la reggenza passò ad Ottone; dopo che Guglielmo II raggiunse la maggior età, Matilde ne divenne consigliera.
Dopo la morte del figlio, Guglielmo II, Matilde la troviamo citata nel documento n° 650, datato settembre 1244, dell'Oorkondenboek Holland, inerente ad una donazione fatta da lei e dalle figlie, Adelaide e Margherita, all'Abbazia di Affligem.
Poi, dal 1256, Matilde esercitò la reggenza assieme ai figli, prima Fiorenzo, e poi, dopo la morte di Fiorenzo, Adelaide, per conto del nipote, Fiorenzo V.
Nel corso della vita, Matilde esercitò molte opere di carità, sia col marito ed i figli, che da sola, e promosse la costruzione di chiese ed abbazie.
Matilde morì il 22 dicembre 1267, come conferma il capitolo n° 69b della Chronologia Johannes de Beke, riporta che Matilde (Machtildis comitissa) morì, nel 1267 (mcclxvii) il 22 dicembre (vi kalendas ianuarii), continuando che fu sepolta nell'abbazia di Loosduinen, dove sarebbe stata raggiunta dalla figlia, Margherita.

## Discendenza
Matilde al primo marito Enrico non diede alcun figlio.
Matilde a Fiorenzo diede cinque figli: 
- Guglielmo[18] (febbraio 1227 - 28 gennaio 1256), fu conte d'Olanda[27].
- Fiorenzo[18] ( †  26 marzo 1258), reggente d'Olanda
- Adelaide[18] ( †  marzo/aprile 1284), che sposò Giovanni d'Avesnes e fu madre del conte d'Olanda, Giovanni II d'Olanda, come ci conferma la Chronologia Johannes de Beke, come sorella di Guglielmo[32]
- Margherita[18] ( †  26 marzo 1277), che sposò Ermanno conte di Henneberg
- Riccarda ( †  dopo il 28 gennaio 1256), citata nel capitolo n° 72i della Chronologia Johannes de Beke, come sorella di Guglielmo[33].

## Ascendenza
|                         |                      |                        | Genitori                          |  |  | Nonni |  |  | Bisnonni               |  |  | Trisnonni             |  |
|                         |                      |                        |                                   |  |  |       |  |  | Goffredo II di Lovanio |  |  | Goffredo I di Lovanio |  |
|                         |                      |                        |                                   |  |  |       |  |  | Goffredo II di Lovanio |  |  | Goffredo I di Lovanio |  |
|                         |                      | Ida di Chiny           |                                   |  |  |       |  |  | Goffredo II di Lovanio |  |  |                       |  |
| Goffredo III di Lovanio |                      |                        |                                   |  |  |       |  |  | Goffredo II di Lovanio |  |  |                       |  |
|                         |                      | Luitgarda di Sulzbach  | Berengario II di Sulzbach         |  |  |       |  |  |                        |  |  |                       |  |
|                         |                      | Luitgarda di Sulzbach  | Berengario II di Sulzbach         |  |  |       |  |  |                        |  |  |                       |  |
|                         |                      | Luitgarda di Sulzbach  | Adelaide di Dießen-Wolfratshausen |  |  |       |  |  |                        |  |  |                       |  |
| Enrico I di Brabante    |                      | Luitgarda di Sulzbach  |                                   |  |  |       |  |  |                        |  |  |                       |  |
|                         |                      | Enrico II di Limburgo  | Valerano II di Limburgo           |  |  |       |  |  |                        |  |  |                       |  |
|                         |                      | Enrico II di Limburgo  | Valerano II di Limburgo           |  |  |       |  |  |                        |  |  |                       |  |
|                         |                      | Enrico II di Limburgo  | Giuditta von Wassenberg           |  |  |       |  |  |                        |  |  |                       |  |
| Margherita di Limburgo  |                      | Enrico II di Limburgo  |                                   |  |  |       |  |  |                        |  |  |                       |  |
|                         |                      | Matilde di Saffenberg  | Adolfo di Saffenberg              |  |  |       |  |  |                        |  |  |                       |  |
|                         |                      | Matilde di Saffenberg  | Adolfo di Saffenberg              |  |  |       |  |  |                        |  |  |                       |  |
|                         |                      | Matilde di Saffenberg  | …                                 |  |  |       |  |  |                        |  |  |                       |  |
| Matilde di Brabante     |                      | Matilde di Saffenberg  |                                   |  |  |       |  |  |                        |  |  |                       |  |
|                         | Teodorico di Alsazia | Teodorico II di Lorena |                                   |  |  |       |  |  |                        |  |  |                       |  |
|                         | Teodorico di Alsazia | Teodorico II di Lorena |                                   |  |  |       |  |  |                        |  |  |                       |  |
|                         | Teodorico di Alsazia | Gertrude di Fiandra    |                                   |  |  |       |  |  |                        |  |  |                       |  |
| Matteo di Lorena        | Teodorico di Alsazia |                        |                                   |  |  |       |  |  |                        |  |  |                       |  |
|                         |                      | Sibilla d'Angiò        | Folco V d'Angiò                   |  |  |       |  |  |                        |  |  |                       |  |
|                         |                      | Sibilla d'Angiò        | Folco V d'Angiò                   |  |  |       |  |  |                        |  |  |                       |  |
|                         |                      | Sibilla d'Angiò        | Eremburga del Maine               |  |  |       |  |  |                        |  |  |                       |  |
| Matilde di Lorena       |                      | Sibilla d'Angiò        |                                   |  |  |       |  |  |                        |  |  |                       |  |
|                         |                      | Stefano d'Inghilterra  | Stefano II di Blois               |  |  |       |  |  |                        |  |  |                       |  |
|                         |                      | Stefano d'Inghilterra  | Stefano II di Blois               |  |  |       |  |  |                        |  |  |                       |  |
|                         |                      | Stefano d'Inghilterra  | Adele d'Inghilterra               |  |  |       |  |  |                        |  |  |                       |  |
| Maria di Boulogne       |                      | Stefano d'Inghilterra  |                                   |  |  |       |  |  |                        |  |  |                       |  |
|                         |                      | Matilde di Boulogne    | Eustachio III di Boulogne         |  |  |       |  |  |                        |  |  |                       |  |
|                         |                      | Matilde di Boulogne    | Eustachio III di Boulogne         |  |  |       |  |  |                        |  |  |                       |  |
|                         |                      | Matilde di Boulogne    | Maria di Scozia                   |  |  |       |  |  |                        |  |  |                       |  |
|                         |                      | Matilde di Boulogne    |                                   |  |  |       |  |  |                        |  |  |                       |  |

### Fonti primarie
- (LA)  Matthæi Parisiensis, Monachi Sancti Albani, Chronica Majora (“MP”), Vol. II.
- (LA)  Monumenta Germaniae Historica, Scriptores, tomus IX.
- (LA)  Monumenta Germaniae Historica, Scriptores, tomus XVI.
- (LA)  Monumenta Germaniae Historica, Scriptores, tomus XVII.
- (LA)  Monumenta Germaniae Historica, Scriptores, tomus XXIII.
- (LA)  Monumenta Germaniae Historica, Scriptores, tomus XXV.
- (LA)  Chronologia Johannes de Bek.
- (LA)  Oorkondenboek Holland.
- (NL)  Codex Diplomaticus Neerlandicus.
- (FR)  Chronique des Ducs de Brabant, Adrian van Baerland, Antwerp (1612).

### Letteratura storiografica
- (NL) Willem Procurator, Kroniek, Hilversum, Uitgeverij Verloren, 2001, ISBN 9789065506627.